# Massalongia rubra
Massalongia rubra är en tvåvingeart som först beskrevs av Jean-Jacques Kieffer 1890.  Massalongia rubra ingår i släktet Massalongia och familjen gallmyggor. Inga underarter finns listade i Catalogue of Life.